# Lithocarpus leucodermis
Lithocarpus leucodermis W.Y.Chun & C.C.Huang – gatunek roślin z rodziny bukowatych (Fagaceae Dumort.). Występuje naturalnie w południowych Chinach – w południowo-wschodniej części Junnanu. 

## Morfologia
PokrójZimozielone drzewo dorastające do 25 m wysokości.
LiścieBlaszka liściowa jest skórzasta, owłosiona od spodu i ma podługowaty kształt. Mierzy 14–20 cm długości, jest całobrzega, ma klinową nasadę i spiczasty wierzchołek. Ogonek liściowy jest nagi i ma 10–20 mm długości.
OwoceOrzechy o kulistawym kształcie, dorastają do 16–20 mm długości i 17–24 mm średnicy. Osadzone są pojedynczo w miseczkach w kształcie kubka, które mierzą 5,5–8 mm długości i 18–25 mm średnicy. Orzechy otulone są w miseczkach do połowy ich długości.

## Biologia i ekologia
Rośnie w wiecznie zielonych lasach. Występuje na wysokości około 1600 m n.p.m. Owoce dojrzewają w październiku.